# Haine Eames
Haine Eames (27 febbraio 2008) è un calciatore australiano, centrocampista del C.C. Mariners.

## Carriera

### Club
È cresciuto nel settore giovanile del C.C. Mariners, con cui ha firmato il primo contratto il 7 giugno 2024. Ha debuttato in prima squadra il 18 ottobre 2024 nell'incontro di A-League Men pareggiato 0-0 contro il Melbourne Victory ed il 23 dicembre seguente ha segnato il suo primo gol nell'incontro pareggiato 1-1 contro il Macarthur diventando il più giovane marcatore nella storia del club australiano, record precedentemente detenuto da Garang Kuol.

### Nazionale
Ha giocato con la nazionale australiana Under-16.

## Statistiche

### Presenze e reti nei club
Statistiche aggiornate al 20 febbraio 2025.
| Stagione        | Squadra         | Campionato      | Campionato | Campionato | Coppe nazionali | Coppe nazionali | Coppe nazionali | Coppe continentali | Coppe continentali | Coppe continentali | Altre coppe | Altre coppe | Altre coppe | Totale | Totale | Totale |
| Stagione        | Squadra         | Comp            | Pres       | Reti       | Comp            | Pres            | Reti            | Comp               | Pres               | Reti               | Comp        | Pres        | Reti        | Pres   | Reti   |        |
| --------------- | --------------- | --------------- | ---------- | ---------- | --------------- | --------------- | --------------- | ------------------ | ------------------ | ------------------ | ----------- | ----------- | ----------- | ------ | ------ | ------ |
| 2024-2025       | C.C. Mariners   | AL              | 14         | 2          | CA              | 0               | 0               | ACL                | 5                  | 0                  | -           | -           | -           | 19     | 2      |        |
| Totale carriera | Totale carriera | Totale carriera | 14         | 2          |                 | 0               | 0               |                    | 5                  | 0                  |             | -           | -           | 19     | 2      |        |